# クリスティ・ボボック
クリスティ・ボボック（Cristi Boboc、1995年10月9日 - ）は、スーペルリーガ、CSAステアウア・ブクレシュティに所属するラグビーユニオン選手。

## プロフィール
- ルーマニア出身[1]。
- ポジションはフランカー(FL)、ナンバーエイト(No.8)。
- 身長 188cm、体重 108kg
- ルーマニア代表キャップは14（2024年12月現在）でラグビーワールドカップ2023のルーマニア代表に選ばれた[2]。

## 略歴
SCMグロリア・ブザウ、ACSトミタニー・コンスタンタを経て、2022年、CSAステアウア・ブクレシュティに加入。